# William Pole-Tylney-Long-Wellesley (4e comte de Mornington)
William Pole-Tylney-Long-Wellesley, 4e comte de Mornington (22 juin 1788 - 1er juillet 1857) est un noble anglo-irlandais connu pour son style de vie dissipé.

## Ascendance
Un de ses arrière-grands-pères est Henry Colley (mort en 1700) (ou Cowley) de Castle Carbery, comté de King, en Irlande. Cette famille de Rutland, en Angleterre, s'est installée en Irlande sous Henri VIII, où ils sont d'éminents soldats et administrateurs. La sœur d'Henry Elizabeth épouse Garret (ou Gerald) Wesley I de Dangan, Meath, le fils cadet de Valerian Wesley et Ann Cusack. Le plus jeune fils d'Henry par Mary Usher, fille unique de William Usher de Dublin, est Richard Wesley (1er baron Mornington) (mort en 1758) qui, en 1728, à la mort sans descendance de son cousin germain Garret Wesley II hérite des domaines de Wesley sous réserve de prendre le nom et les armes de Wesley. Il fait la déclaration officielle nécessaire en 1728 et est devenu connu sous le nom de Richard Wesley. En 1746, il est créé 1er baron Mornington, une ancienne baronnie des Wesley. Sa sœur Ann épouse William Pole de Ballyfin, comté de Queen's. Mornington épouse Elizabeth Sale, avec comme héritier Garret Wesley, 2e baron Mornington, qui est créé en 1760 1er comte de Mornington dans le comté de Meath. En 1759, il épouse Ann Hill et a cinq fils à succès; parmi ceux-ci, les plus importants sont: 
- tout d'abord Richard Wellesley plus tard gouverneur général de l'Inde et créé 1er marquis Wellesley
- William Wellesley-Pole (3e comte de Mornington), père du 4e comte ;
- Arthur, duc de Wellington.

William, ci-dessus, hérite des domaines Pole de William Pole (décédé en 1778) de Ballyfin, le frère sans enfant de sa tante Ann Colley, en prenant le nom de Pole, ainsi William Wesley devient en 1778 William Wesley-Pole. Wesley-Pole, né en 1763, a également une carrière importante, ayant été député irlandais de Trim, gouverneur du comté de Queen's et, après l'Union de 1800, député à Westminster pour ce comté également, et secrétaire en chef pour l'Irlande. Il épouse en 1784 Katherine-Elizabeth, fille aînée de John Forbes, amiral de la flotte et ils ont le 4e comte.

## Jeunesse

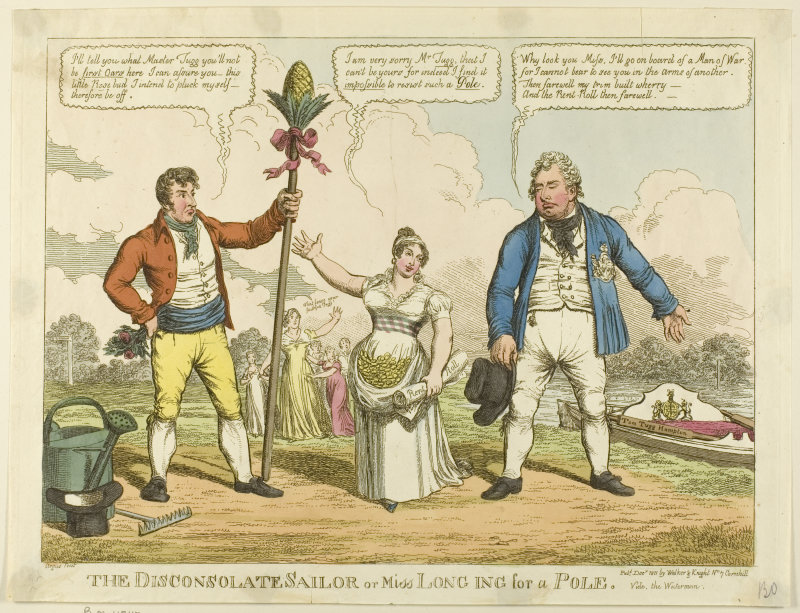
Charles Williams, "The Disconsolate Sailor", 1811 - une caricature sur le choix de Catherine entre le duc de Clarence (à droite) et William Wesley-Pole (à gauche).

Il est né William Wesley-Pole le 22 juin 1788 à Londres et baptisé à St George's Hanover Square, le 19 juillet . Sa famille, assez largement définie, a changé de nom pour le plus archaïque «Wellesley» au début des années 1790.
Son premier mariage a lieu le 14 mars 1812 avec Catherine Tylney-Long, connue dans la société londonienne à la mode comme "L'héritière du Wiltshire", et considérée comme la roturière la plus riche d'Angleterre. Deux mois avant la cérémonie, William Wellesley-Pole prend le nom de famille supplémentaire de Tylney-Long.
Pendant cette période, William mène une carrière politique, d'abord en tant que député conservateur pour l'arrondissement de St Ives de 1812 à 1818, puis pour le Wiltshire, où la famille de sa femme exerce une influence. Cependant, il est principalement connu pour sa dissipation et son extravagance. À une occasion en 1814, Long-Wellesley tient une grande fête à Wanstead House et ses jardins pour célébrer la victoire de son oncle le duc de Wellington sur Napoléon, en présence du prince régent, d'un certain nombre d'autres membres de la famille royale, et plus d'un millier de dignitaires. Il est également connu pour être un ami du poète irlandais Thomas Moore et de Lord Byron. Le 8 août 1822, alors que ses dettes commencent à s'accumuler, il est nommé gentilhomme huissier de George IV, nomination qui le met à l'abri d'une arrestation pour dette, mais il ne tarde pas à quitter l'Angleterre.

## Remariage et bataille de la garde
Alors qu'il se soustrait à ses créanciers en voyageant en Europe, Long-Wellesley commence une relation avec Helena Paterson Bligh (décédée le 7 avril 1869), l'épouse du capitaine Thomas Bligh des Coldstream Guards, abandonnant finalement Catherine, décédée deux ans plus tard, le 12 septembre 1825. Catherine avait laissé entendre dans une lettre à ses sœurs que son mari lui avait donné une maladie vénérienne. Long-Wellesley épouse Helena en 1828, mais ce mariage s'avère rapidement calamiteux. Il ne pouvait pas vendre ou hypothéquer les propriétés de sa première femme, n'ayant qu'un usufruit à vie (jouissant de ses revenus). En tant que locataire à vie, il s'est arrangé avec d'autres bénéficiaires pour la démolition et le découpage du domaine de Wanstead House, dont le produit a remboursé certaines de ses grandes dettes. Il est revenu au Parlement en 1830, à nouveau comme député de St Ives. Il est l'un des conservateurs qui rompt avec le premier ministère de son oncle et provoque sa chute le 15 novembre 1830. Il est réélu pour l'Essex (dans lequel se trouvait Wanstead) de 1831 à 1832.
Dans les années qui ont suivi la mort de Catherine, il cherche à reprendre le contrôle de ses enfants, qui sont confiés aux deux sœurs célibataires de Catherine, Dorothy et Emma. Il s'intéresse particulièrement à William, l'aîné, à qui la fortune de Catherine est dévolue. Son oncle, le duc, combattant l'une de ses actions défensives furieuses, est intervenu au nom des enfants pour protéger l'infortuné William de son père. Privé de la garde de ses enfants par la Cour de chancellerie, il est envoyé à la Prison de la Fleet par Henry Brougham en juillet 1831 pour outrage au tribunal; Long-Wellesley invoque le privilège parlementaire, mais son plaidoyer est rejeté par le comité des privilèges de la Chambre des communes. Pendant un certain temps, il est mis en accusation pour diffamation et pour diverses autres questions relatives à sa quête de la garde de ses enfants.

## Déclin et mort
Il mène une vie très dissipée et vit un temps à Bruxelles pour éviter ses créanciers. Dans ses dernières années, il vit d'une petite pension de 10 £ par semaine autorisée par son cousin Arthur Wellesley, 2e duc de Wellington. À partir de 1842, il est nommé vicomte Wellesley et succède à son père comme comte de Mornington en 1845.
Il meurt dans des logements de Thayer Street, Manchester Square, Londres, le 1er juillet 1857, des suites d'une maladie cardiaque. La notice nécrologique trois jours plus tard dans le Morning Chronicle affirme qu'il est "un dépensier, un débauché et un joueur dans sa jeunesse, il est devenu débauché dans sa virilité ... racheté sans aucune vertu, orné par aucune grâce, dont la vie s'est éteinte même sans un soupçon de repentir ". Son cercueil se trouve à Catacomb B, cimetière de Kensal Green, Londres.